# Tomelloso
Tomelloso település Spanyolországban, Ciudad Real tartományban. Tomelloso Alhambra, Argamasilla de Alba, Campo de Criptana, Arenales de San Gregorio, Pedro Muñoz és Socuéllamos községekkel határos. Lakosainak száma 36 523 fő (2024).

## Népesség
A település népessége az elmúlt években az alábbi módon változott:
| Lakosok száma | 29 833 | 32 002 | 35 534 | 38 095 | 38 966 | 38 080 | 36 746 | 35 873 | 35 984 | 36 523 |
|               | 2001   | 2004   | 2006   | 2009   | 2011   | 2014   | 2016   | 2019   | 2021   | 2024   |